# Pour un baiser (film, 1918)
Pour le film de George Stevens sorti en 1937, voir Pour un baiser.
Pour plus de détails, voir Fiche technique et Distribution.
Pour un baiser (titre original : Wild Honey) est un western muet américain réalisé par Francis J. Grandon sorti en 1918. Il met en vedette Doris Kenyon

## Fiche technique
- Titre original : Wild Honey
- Réalisation : Francis J. Grandon
- Scénario : Louis Joseph Vance, d'après une histoire de Vingie E. Roe
- Photographie : Jacob A. Badaracco, Ned Van Buren
- Studio de production : De Luxe Pictures Inc.
- Pays de production :  États-Unis
- Format : Noir et blanc - 1,33:1 - Format 35 mm
- Langue : film muet
- Genre : Western
- Durée : 60 minutes
- Dates de sortie : 
  - États-Unis : 9 décembre 1918
  - France : 2 janvier 1920

## Distribution
- Doris Kenyon : Wild Honey / Mrs. Holbrook
- Frank Mills : Révérend Jim Brown / Pasteur Holbrook
- Edgar Jones : Dick Hadding
- John Hopkins : Joe Stacey
- Joseph P. Mack : Jim Belcher
- Howard Kyle : 'Doc' Bliss
- H.J. Hebert : Ed Southern
- Herbert Standing : Révérend David Warwick
- Nellie King : Minnie Lou
- Vinnie Burns : Trixianita
- Ruth Taylor : Gold Hill Ida
- Mildred Leary : Letty Noon

## Conservation
Une copie de ce film est conservée aux archives du Museum of Modern Art.